# قهرمانی کشتی جهان ۲۰۰۲
قهرمانی کشتی جهان ۲۰۰۲ پنجاه و چهارمین دوره از رقابت‌های قهرمانی جهان می‌باشد که در سه بخش کشتی آزاد مردان در تهران، ایران، کشتی فرنگی مردان در مسکو، روسیه و کشتی آزاد زنان در خالکیس، یونان برگزار گردید.

## جدول مدال‌ها
| رتبه            | کشور                | طلا | نقره | برنز | مجموع |
| --------------- | ------------------- | --- | ---- | ---- | ----- |
| ۱               | روسیه               | ۵   | ۳    | ۳    | ۱۱    |
| ۲               | ژاپن                | ۳   | ۱    | ۰    | ۴     |
| ۳               | سوئد                | ۲   | ۲    | ۲    | ۶     |
| ۴               | اوکراین             | ۲   | ۰    | ۳    | ۵     |
| ۵               | ایران               | ۱   | ۲    | ۳    | ۶     |
| ۶               | کوبا                | ۱   | ۲    | ۲    | ۵     |
| ۷               | ایالات متحده آمریکا | ۱   | ۱    | ۱    | ۳     |
| ۷               | گرجستان             | ۱   | ۱    | ۱    | ۳     |
| ۹               | بلغارستان           | ۱   | ۰    | ۱    | ۲     |
| ۹               | ترکیه               | ۱   | ۰    | ۱    | ۲     |
| ۱۱              | آلمان               | ۱   | ۰    | ۰    | ۱     |
| ۱۱              | ارمنستان            | ۱   | ۰    | ۰    | ۱     |
| ۱۱              | یونان               | ۱   | ۰    | ۰    | ۱     |
| ۱۴              | آذربایجان           | ۰   | ۲    | ۰    | ۲     |
| ۱۵              | لهستان              | ۰   | ۱    | ۱    | ۲     |
| ۱۵              | مصر                 | ۰   | ۱    | ۱    | ۲     |
| ۱۷              | ترکمنستان           | ۰   | ۱    | ۰    | ۱     |
| ۱۷              | فرانسه              | ۰   | ۱    | ۰    | ۱     |
| ۱۷              | مجارستان            | ۰   | ۱    | ۰    | ۱     |
| ۱۷              | مغولستان            | ۰   | ۱    | ۰    | ۱     |
| ۱۷              | چین                 | ۰   | ۱    | ۰    | ۱     |
| ۲۲              | نروژ                | ۰   | ۰    | ۱    | ۱     |
| ۲۲              | پورتوریکو           | ۰   | ۰    | ۱    | ۱     |
| مجموع (۲۳ کشور) | مجموع (۲۳ کشور)     | ۲۱  | ۲۱   | ۲۱   | ۶۳    |

## رده‌بندی تیمی
| رتبه | آزاد مردان       | آزاد مردان | فرنگی مردان         | فرنگی مردان | آزاد زنان | آزاد زنان |
| رتبه | تیم              | امتیازات   | تیم                 | امتیازات    | تیم       | امتیازات  |
| ---- | ---------------- | ---------- | ------------------- | ----------- | --------- | --------- |
| ۱    | ایران            | ۴۴         | روسیه               | ۴۵          | ژاپن      | ۴۷        |
| ۲    | روسیه            | ۴۲         | گرجستان             | ۲۷          | سوئد      | ۳۴        |
| ۳    | کوبا             | ۳۵         | کوبا                | ۲۶          | روسیه     | ۳۲        |
| ۴    | اوکراین          | ۳۴         | بلغارستان           | ۲۲          | آلمان     | ۲۷        |
| ۵    | گرجستان          | ۳۴         | ایالات متحده آمریکا | ۲۲          | یونان     | ۲۶        |
| ۶    | ازبکستان         | ۱۹         | ترکیه               | ۲۱          | لهستان    | ۲۵        |
| ۷    | آلمان            | ۱۹         | سوئد                | ۲۰          | کانادا    | ۲۴        |
| ۸    | ارمنستان         | ۱۶         | مصر                 | ۱۷          | اوکراین   | ۲۱        |
| ۹    | بلغارستان        | ۱۵         | ازبکستان            | ۱۷          | فرانسه    | ۲۱        |
| ۱۰   | جمهوری آذربایجان | ۱۴         | ارمنستان            | ۱۶          | چین       | ۲۰        |

## خلاصه مدال‌ها

### آزاد مردان
| رویداد | طلا                        | نقره                           | برنز                        |
| ۵۵ ک‌گ  | رنه مونترو · کوبا          | نامیگ عبدالله‌یف · آذربایجان    | اولکساندر زاخاروک · اوکراین |
| ۶۰ ک‌گ  | آرام مارگاریان · ارمنستان  | اویونبولگ پوروباتار · مغولستان | محمد طلایی · ایران          |
| ۶۶ ک‌گ  | البروس تدیف · اوکراین      | علیرضا دبیر · ایران            | زائور بوتایف · روسیه        |
| ۷۴ ک‌گ  | مهدی حاجی‌زاده · ایران      | محمد عیسی‌حاجیف · روسیه         | ولادیمیر سیروتین · اوکراین  |
| ۸۴ ک‌گ  | آدام سایتیف · روسیه        | یوئل رومرو · کوبا              | مجید خدایی · ایران          |
| ۹۶ ک‌گ  | الدار کورتانیدزه · گرجستان | علیرضا حیدری · ایران           | وادیم تاسویف · اوکراین      |
| ۱۲۰ ک‌گ | دیوید موسلبز · روسیه       | الکسیس رودریگز · کوبا          | آیدین پولاتچی · ترکیه       |

### فرنگی مردان
| رویداد | طلا                               | نقره                        | برنز                        |
| ۵۵ ک‌گ  | گیدار نامدالیف · روسیه            | نپس گوکولو · ترکمنستان      | حسن رنگرز · ایران           |
| ۶۰ ک‌گ  | آرمن نازاریان · بلغارستان         | ووجیمیژ زاوادزکی · لهستان   | روبرتو مونزون · کوبا        |
| ۶۶ ک‌گ  | جیمی ساموئلسون · سوئد             | فرید منصوروف · آذربایجان    | مانوچار کویرکولیا · گرجستان |
| ۷۴ ک‌گ  | وارترس سامورغاشف · روسیه          | بدری خصاییا · گرجستان       | فیلیبرتو آسکوی · کوبا       |
| ۸۴ ک‌گ  | آرا آبراهامیان · سوئد             | الکساندر منشچیکف · روسیه    | محمد عبدالفاتح · مصر        |
| ۹۶ ک‌گ  | محمد اوزل · ترکیه                 | کرم ابراهیم جابر · مصر      | علی مولف · بلغارستان        |
| ۱۲۰ ک‌گ | درمیل بایرز · ایالات متحده آمریکا | میهای دیک-باردوس · مجارستان | یوری پاتریکیان · روسیه      |

### آزاد زنان
| رویداد | طلا                            | نقره                              | برنز                                 |
| ۴۸ ک‌گ  | بریگیته واگنر · آلمان          | Inga Karamchakova · روسیه         | Ida Hellström · سوئد                 |
| ۵۱ ک‌گ  | سوفیا پومپوریدو · یونان        | چیهارو ایچو · ژاپن                | Natalia Golts · روسیه                |
| ۵۵ ک‌گ  | سائوری یوشیدا · ژاپن           | Tina George · ایالات متحده آمریکا | Ida-Theres Karlsson · سوئد           |
| ۵۹ ک‌گ  | آلنا کارتاشووا · روسیه         | Lotta Andersson · سوئد            | مابل فونسکا · پورتوریکو              |
| ۶۳ ک‌گ  | کائوری ایچو · ژاپن             | سارا اریکسون · سوئد               | لنه آنس · نروژ                       |
| ۶۷ ک‌گ  | Kateryna Burmistrova · اوکراین | لیز لوگران · فرانسه               | Kristie Marano · ایالات متحده آمریکا |
| ۷۲ ک‌گ  | کیوکو هاماگوچی · ژاپن          | وانگ شو · چین                     | Edyta Witkowska · لهستان             |